# World Athletics Relays 2021
5. World Athletics Relays – zawody lekkoatletyczne w biegach sztafetowych, organizowane pod egidą World Athletics, które odbyły się 1 i 2 maja 2021 roku na Stadionie Śląskim w Chorzowie.
Oprócz Polski chęć organizacji wydarzenia wyrażała także Japonia, gospodarz imprezy w roku 2019.  Ostatecznie Śląsk i Stadion Śląski zostali wybrani przez Radę World Athletics na organizatora pod koniec sierpnia 2019 roku.

## Program
Źródło: worldathletics.org.
| 1 maja   | 1 maja                                        | 2 maja   | 2 maja                           |
| Godzina: | Konkurencja:                                  | Godzina: | Konkurencja:                     |
| -------- | --------------------------------------------- | -------- | -------------------------------- |
| 19:00    | Sztafeta kobiet 4 × 400 metrów (eliminacje)   | 19:20    | Sztafeta mieszana 4 × 400 metrów |
| 19:35    | Sztafeta mężczyzn 4 × 400 metrów (eliminacje) | 19:35    | Sztafeta mężczyzn 4 × 100 metrów |
| 20:08    | Sztafeta kobiet 4 × 100 metrów (eliminacje)   | 19:46    | Sztafeta kobiet 4 × 100 metrów   |
| 20:39    | Sztafeta mężczyzn 4 × 100 metrów (eliminacje) | 19:59    | Sztafeta kobiet 4 × 200 metrów   |
| 21:08    | Sztafeta 2 × 2 × 400 metrów                   | 20:13    | Sztafeta mężczyzn 4 × 200 metrów |
| 21:22    | Sztafeta mieszana 4 × 400 metrów (eliminacje) | 20:26    | Sztafeta kobiet 4 × 400 metrów   |
| 21:58    | Sztafeta płotkarska                           | 20:42    | Sztafeta mężczyzn 4 × 400 metrów |

## Rezultaty

### Mężczyźni
| Konkurencja:            | 1. miejsce                                                                       | Rezultat | 2. miejsce                                                                                     | Rezultat | 3. miejsce                                                                      | Rezultat | Źródło |
| Sztafeta 4 × 100 metrów | Włochy · Fausto Desalu · Marcell Jacobs · Davide Manenti · Filippo Tortu         | 39,21    | Japonia · Ryuichiro Sakai · Ryota Suzuki · Daisuke Miyamoto · Hiroki Yanagita                  | 39,42    | [ 5 ]                                                                           |          |        |
| Sztafeta 4 × 200 metrów | Niemcy · Steven Müller · Felix Straub · Lucas Ansah-Peprah · Owen Ansah          | 1:22,43  | Kenia · Mark Otieno Odhiambo · Mike Mokamba Nyang’au · Elijah Onkware Mathew · Hesborn Ochieng | 1:24,26  | Portugalia · Frederico Curvelo · Delvis Santos · Diogo Antunes · André Prazeres | 1:24,53  | [ 6 ]  |
| Sztafeta 4 × 400 metrów | Holandia · Jochem Dobber · Liemarvin Bonevacia · Ramsey Angela · Tony van Diepen | 3:03,45  | Japonia · Rikuya Ito · Kaito Kawabata · Kentarō Satō · Aoto Suzuki · Kazuma Higuchi (elim.)    | 3:04,45  | Botswana · Isaac Makwala · Boitumelo Masilo · Ditiro Nzamani · Leungo Scotch    | 3:04,77  | [ 7 ]  |

### Kobiety
| Konkurencja:            | 1. miejsce | Rezultat | 2. miejsce | Rezultat | 3. miejsce | Rezultat | Źródło |
| Sztafeta 4 × 100 metrów | Włochy · Irene Siragusa · Gloria Hooper · Anna Bongiorni · Vittoria Fontana · Johanelis Herrera Abreu (elim.) | 43,79    | Polska · Magdalena Stefanowicz · Klaudia Adamek · Katarzyna Sokólska · Pia Skrzyszowska · Paulina Guzowska (elim.)   | 44,10    | Holandia · Jamile Samuel · Dafne Schippers · Nadine Visser · Naomi Sedney · Marije van Hunenstijn (elim.)                 | 44,10    | [ 8 ]  |
| Sztafeta 4 × 200 metrów | Polska · Paulina Guzowska · Kamila Ciba · Klaudia Adamek · Marlena Gola                                       | 1:34,98  | Irlandia · Aoife Lynch · Kate Doherty · Sarah Quinn · Sophie Becker                                                  | 1:35,93  | Ekwador · Ángela Tenorio · Virginia Villalba · Marizol Landázuri · Anahí Suárez                                           | 1:36,86  | [ 9 ]  |
| Sztafeta 4 × 400 metrów | Kuba · Zurian Hechavarría · Rose Mary Almanza · Lisneidy Veitía · Roxana Gómez                                | 3:28,41  | Polska · Kornelia Lesiewicz · Małgorzata Hołub-Kowalik · Karolina Łozowska · Natalia Kaczmarek · Kinga Gacka (elim.) | 3:28,81  | Wielka Brytania · Laviai Nielsen · Ama Pipi · Emily Diamond · Jessie Knight · Zoey Clark (elim.) · Jessica Turner (elim.) | 3:29,27  | [ 9 ]  |

### Mieszane
| Konkurencja:                     | 1. miejsce                                                                | Rezultat | 2. miejsce                                                                           | Rezultat | 3. miejsce | Rezultat | Źródło |
| Sztafeta mieszana 4 × 400 metrów | Włochy · Edoardo Scotti · Giancarla Trevisan · Alice Mangione · Davide Re | 3:16,60  | Brazylia · Anderson Henriques · Tiffani Marinho · Geisa Coutinho · Alison dos Santos | 3:17,54  | Dominikana · Lidio Féliz · Anabel Medina Ventura · Marileidy Paulino · Alexander Ogando · Yancarlos Martínez (elim.) | 3:17,58  | [ 10 ] |
| Sztafeta 2 × 2 × 400 metrów      | Polska · Joanna Jóźwik · Patryk Dobek                                     | 3:40,92  | Kenia · Naomi Korir · Ferguson Cheruiyot Rotich                                      | 3:41,79  | Słowenia · Anita Horvat · Žan Rudolf                                                                                 | 3:41,95  | [ 11 ] |
| Sztafeta płotkarska              | Niemcy · Monika Zapalska · Erik Balnuweit · Anne Weigold · Gregor Traber  | 56,53    | Polska · Zuzanna Hulisz · Krzysztof Kiljan · Klaudia Wojtunik · Damian Czykier       | 56,68    | Kenia · Priscilla Tabunda · Michael Musyoka Nzuku · Nusra Rukia · Wiseman Were Mukhobe                               | 59,89    | [ 12 ] |

## Klasyfikacja medalowa
| Miejsce | Reprezentacja     | Złoto | Srebro | Brąz | Razem |
| 1.      | Polska            | 2     | 3      | 0    | 5     |
| 2.      | Włochy            | 2     | 1      | 0    | 3     |
| 3.      | Niemcy            | 2     | 0      | 0    | 2     |
| 4.      | Holandia          | 1     | 0      | 1    | 2     |
| 5.      | Kuba              | 1     | 0      | 0    | 1     |
| 5.      | Południowa Afryka | 1     | 0      | 0    | 1     |
| 7.      | Kenia             | 0     | 2      | 1    | 3     |
| 8.      | Japonia           | 0     | 1      | 1    | 2     |
| 9.      | Brazylia          | 0     | 1      | 0    | 1     |
| 9.      | Irlandia          | 0     | 1      | 0    | 1     |
| 9.      | Botswana          | 0     | 0      | 1    | 1     |
| 9.      | Dominikana        | 0     | 0      | 1    | 1     |
| 9.      | Ekwador           | 0     | 0      | 1    | 1     |
| 9.      | Portugalia        | 0     | 0      | 1    | 1     |
| 9.      | Słowenia          | 0     | 0      | 1    | 1     |
| 9.      | Wielka Brytania   | 0     | 0      | 1    | 1     |
| RAZEM   | RAZEM             | 9     | 9      | 9    | 27    |

     gospodarz